# Michel Guérard
Pour les articles homonymes, voir Guérard.
Michel Robert-Guérard, dit Michel Guérard, né le 27 mars 1933 à Vétheuil (Seine-et-Oise) et mort le 19 août 2024 dans les Landes, est un chef cuisinier français, triplement étoilé au guide Michelin. Il est le propriétaire de l'hôtel-restaurant Les Prés d'Eugénie à Eugénie-les-Bains (Landes) de 1977 à sa mort.
Michel Guérard est considéré comme l'un des fondateurs de la « nouvelle cuisine ». Son établissement obtient en juillet 2017 le label officiel d'Atout France, Palace, et devient le 24e dans cette catégorie. Il est ainsi l'un des rares professionnels à avoir atteint l'excellence dans ces deux domaines : restauration gastronomique et hôtellerie haut de gamme.

## Biographie

### Famille
Michel Robert-Guérard naît le 27 mars 1933 à Vétheuil dans une famille de bouchers-éleveurs.

### Apprentissage et débuts professionnels
Michel Guérard fait son apprentissage professionnel chez le pâtissier-traiteur Kléber Alix à Mantes à partir de 1950. Après son service militaire dans la marine en 1957, il est embauché au Crillon, à Paris, comme chef pâtissier puis chef saucier. Après avoir remporté le concours de meilleur ouvrier de France en pâtisserie, il devient chef pâtissier du Lido puis second de cuisine de Jean Delaveyne au Camélia (2 étoiles au Guide Michelin) à Bougival.

### Carrière
En 1965, Michel Guérard s'installe à son compte dans un bistrot d'Asnières (ancien bistrot nord-africain qu'il rachète à la bougie) qui deviendra rapidement le Pot-au-Feu, considéré comme un haut lieu de la gastronomie parisienne puis internationale. Il devient un des fondateurs de la « nouvelle cuisine » en inventant sa « salade folle » (à base de foie gras, qui se substitue à l'huile).
Le Guide Michelin lui donne sa première étoile en 1967. En 1971, il décroche un deuxième « macaron ».

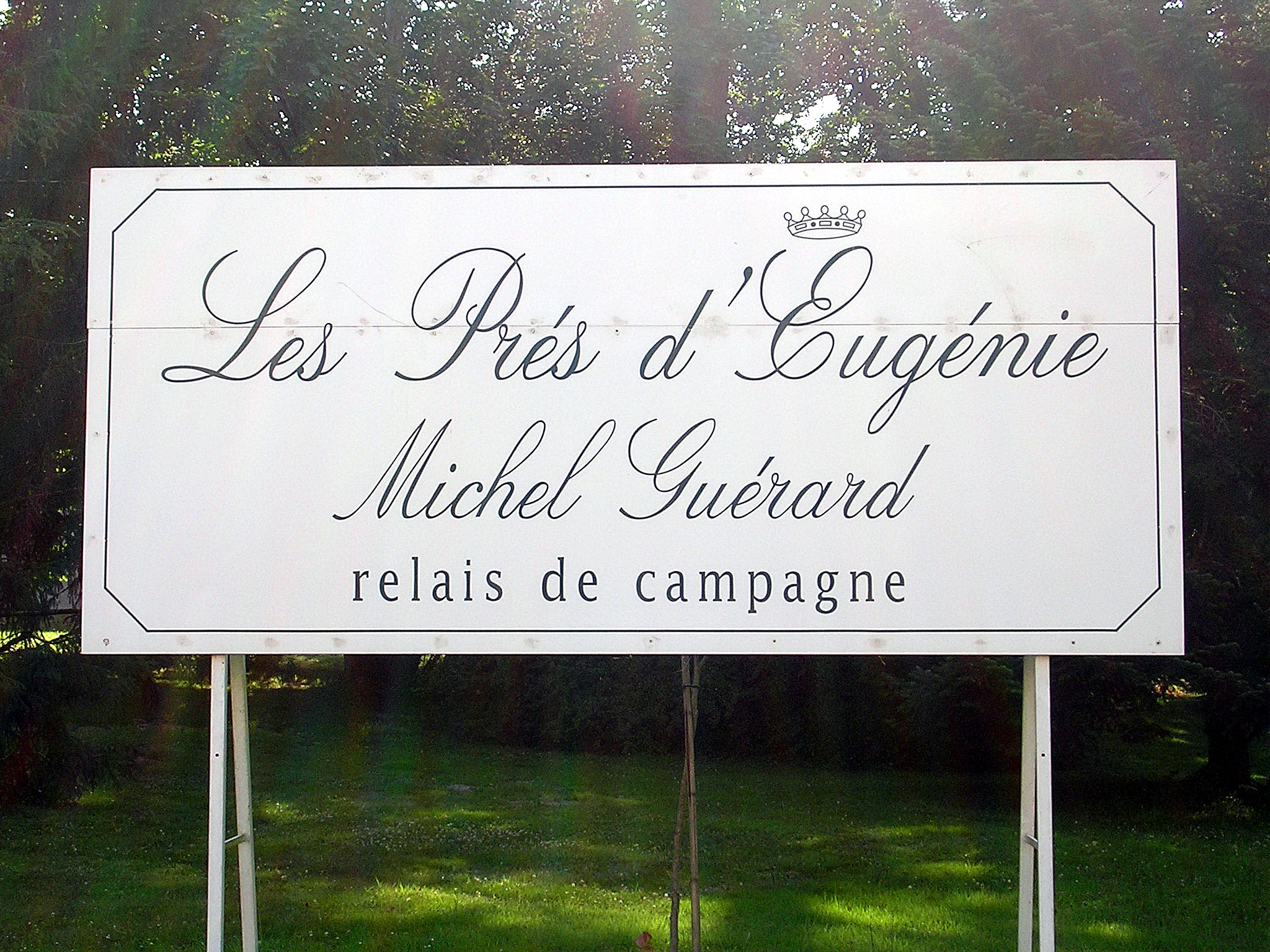
Les Prés d'Eugénie à Eugénie-les-Bains.

En 1974, il s'installe avec sa femme Christine Barthélémy (héritière de la Chaîne thermale du Soleil) dans les Landes, à la station thermale d'Eugénie-les-Bains, où il met au point une « cuisine minceur » particulièrement savoureuse, ce qui lui vaut la couverture de Time en 1976.
Ils sont les parents de deux filles.
À la fin des années 1970, il participe sur TF1 à des émissions télévisées culinaires : La Grande Cocotte avec Marthe Mercadier et La Cuisine légère avec Anne-Marie Peysson.
Il devient le premier grand chef à s'associer à l'industrie agro-alimentaire en élaborant des plats surgelés pour la marque Findus de Nestlé (notamment en inventant le « Pithiviers de poisson, sauce crémeuse au beurre et citron »).
En 1977, il écrit La Cuisine gourmande, obtient 3 étoiles au Guide Michelin et 4 toques rouges au Gault et Millau (note 19,5/20).
En 1983, il rachète les chais et vignes du Château de Bachen puis crée la première Ferme thermale en 1996. En 2010, il est le président des « Rencontres François Rabelais ». En septembre 2013, il inaugure son école de cuisine de santé, l'institut Michel-Guérard, premier centre national d'enseignement en cuisine de santé, à Eugénie-les-Bains, en accueillant une vingtaine d'élèves,.
Avec sa femme, il a possédé jusqu'en 2014 le château d'Ilbarritz.
En 2017, sont célébrés les quarante ans de ses 3 étoiles  au Guide Michelin. En octobre 2017, Christine Guérard meurt à l'âge de 73 ans.
En 2019, il entre dans l'académie des « Toques d'or » du Gault et Millau.
En 2024, il se voit décerner la Toque d'Or par les Tables & Auberges de France, une distinction prestigieuse qui consacre l'excellence de son établissement et son remarquable savoir-faire, contribuant ainsi pleinement au rayonnement du patrimoine gastronomique français à l'échelle internationale.

### Mort
Michel Guérard meurt à l'âge de 91 ans à son domicile dans la nuit du 18 au 19 août 2024,,.

## Plats réputés
- 1968 : la salade gourmande ; pour la première fois, une cohérence entre vinaigre et foie gras[8].
- 1972 : le loup en varech. La recette, créée par Michel Guérard, est dévoilée par Paul Bocuse dans son ouvrage La cuisine du marché.
- 1976 : le homard à la cheminée ; cuisson lente et souple, grâce à la cheminée que ce cuisinier apprécie[8].
- 1976 : le confit byaldi, qui connut son heure de gloire en 2007, par le film d’animation Ratatouille.
- 2007 : le homard des pêcheurs de lune ; plongé dans l'armagnac blanc[8].
- 2011 : le bœuf sur le bois et sous les feuilles ; de nouveau une cuisson délicate à la cheminée[8].

## Publications
- La Grande Cuisine minceur, éd. Robert Laffont, coll. « Les recettes originales de », Paris, 1976  (ISBN 978-2-221-11297-7).
- La Cuisine gourmande, éd. Robert Laffont, coll. « Les recettes originales de », Paris, 1978  (ISBN 2-221-00202-4).
- Mes recettes de la télévision, éd. Robert Laffont, Paris, 1982.
- Avec Alain Coumont, Minceur exquise, avec la collaboration de Martine Jolly, éd. Robert Laffont, coll. « Les recettes originales de », Paris, 1989  (ISBN 2-221-05931-X).
- Avec Jean-Paul Plantive, Petit Almanach des inventeurs improbables et méconnus, éd. Ginkgo, 2003.
- Avec Jean-Paul Plantive, L'Almanach des petits mestiers improbables, éd. Ginkgo, 2004.
- Avec Jean-Paul Plantive, Petit Almanach des plantes improbables et merveilleuses, éd. Ginkgo, 2005.
- La Cuisine très facile Recettes pour débutants ou maladroits, éd. Ginkgo, 2006.
- Avec Julie Andrieu, Comment briller aux fourneaux sans savoir faire cuire un œuf, Agnès Viénot éditions, 2010.
- Minceur essentielle, la grande cuisine santé, éditions Albin Michel, Paris, 2012,  (ISBN 978-2226241528).
- Mots et mets : Abécédaire gourmand et littéraire, éd. Le Seuil, Paris 2017, prix des Écrivains gastronomes 2017.
- Michel Guérard, Mémoire de la cuisine française, entretiens avec Benoît Peeters, Albin Michel, 2020.

## Distinctions[15]
- Officier de la Légion d'honneur
- Officier de l'ordre national du Mérite
- Officier de l'ordre des Palmes académiques
- Commandeur de l'ordre du Mérite agricole (2024)
- Officier de l'ordre des Arts et des Lettres
- Prix Eckart-witzigmann (2017)
- Officier de l’Ordre du Rayonnement Français de la Gastronomie (2024)

## Les maîtres de Michel Guérard
- Édouard Nignon (1865-1934)[8]
- Jean Delaveyne (1919-1996)[8]

## Les cuisiniers formés auxPrés d'Eugénie[8]
- Les 3-macarons : Alain Ducasse, Michel Troisgros, Gérald Passedat, Sébastien Bras, Daniel Boulud, Massimiliano Alajmo, Arnaud Donckele, Arnaud Lallement, Christopher Coutanceau, Alexandre Couillon, Michel Del Burgo
- Les 2-macarons : Didier Oudill, Michel Sarran, Laurent Petit, Alexandre Bourdas.